# Ігнатовка (Ульяновська область)
Ігнатовка (рос. Игнатовка) — робітниче селище в Майнському районі Ульяновської області Російської Федерації.
Населення становить 1915 осіб. Входить до складу муніципального утворення Ігнатовське міське поселення.

## Історія
Від 2004 року входить до складу муніципального утворення Ігнатовське міське поселення.

## Населення
| 1959  | 1970  | 1979  | 1989  | 2002  | 2009  | 2010  |
| ----- | ----- | ----- | ----- | ----- | ----- | ----- |
| 4032  | ↗4209 | ↘3531 | ↘3250 | ↘2878 | ↘2552 | ↘2285 |
| 2012  | 2013  | 2014  | 2015  | 2016  | 2017  | 2018  |
| ↘2235 | ↘2210 | ↘2152 | ↘2112 | ↘2049 | ↘2013 | ↘1967 |
| 2019  | 2020  | 2021  |       |       |       |       |
| ↘1909 | ↘1845 | ↗1915 |       |       |       |       |